# Сарса ди Монтеђибо (Модена)
Сарса ди Монтеђибо је насеље у Италији у округу Модена, региону Емилија-Ромања.
Према процени из 2011. у насељу је живело 19 становника. Насеље се налази на надморској висини од 263 м.